# Saldes
|  | Per la ciutat de la Mauritània Cesariense, vegeu Saldes (ciutat romana) |

Saldes és un municipi del nord de la comarca del Berguedà, situat al peu del Pedraforca, a la banda est de la muntanya, enmig de les Serres del Cadí i d'Ensija.
Limita, al nord amb l'enclavament dels Cortils de Bagà i amb el terme de Gisclareny; a l'est amb Gisclareny i Vallcebre; al Sud amb Fígols Vell i Gósol; a l'oest amb Gósol i per la banda Nord Oest amb Josa de Cadí i Tuixent (Alt Urgell).

## Geografia
- Llista de topònims de Saldes (Orografia: muntanyes, serres, collades, indrets..; hidrografia: rius, fonts...; edificis: cases, masies, esglésies, etc).

El terme municipal de Saldes està comprès majoritàriament dins la conca alta del riu Saldes, delimitada per la Serra d'Ensija, el massís del Pedraforca, la serra Pedregosa i la serra de Gisclareny. Una petita part del municipi queda dins la conca del riu Aigua de Valls, es tracta de l'Espà i Feners.
El territori està enclavat al Prepirineu. Inclou un desnivell de 1.600 metres en només 6 km lineals, perquè la vall del riu Saldes té 860 m d'altitud i el Pollegó Superior del Pedraforca 2.506 m. El relleu més conegut és el Pedraforca, singular muntanya en forma de forca amb una tartera a la part central, essent la visió des del poble de Saldes la més característica.
La serra Pedregosa s'aixeca per sobre del Collell i és una perllongació de la serra del Cadí. Pel vessant sud és de formes relativament suaus, mentre que pel nord forma un cingle quasi continu. Des del Collell cap a l'est trobem el coll de la Balma, a 1.700 m, termenejant amb Gisclareny.
Entre el Pedraforca i els cingles de la Bola, hi ha la serra de Gisclareny, amagant la vall on hi ha el Santuari de Sant Eudald.
Al sud, la serra d'Ensija mostra un paisatge diferent, de formes suaus, poca roca i cobertura forestal quasi contínua. D'Ensija baixen diverses rieres i torrents, que constitueixen la capçalera del riu Saldes, també conegut com a riu d'Eina, per la confluència de la Riera Salada, que recull les aigües provinents de la serra d'Ensija i el torrent de Gresolet que recull les de la serra del Cadí i del Pedraforca. El riu s'uneix al Llobregat més avall de Guardiola de Berguedà.
El coll de la Trapa separa les conques hidrogràfiques del riu Saldes i de l'Aigua de Valls, on hi ha els veïnats de Feners i l'Espà.
En aquest marc de valls entre muntanyes, la població s'ha desenvolupat tradicionalment a les parts mitjanes i baixes, on hi ha les terres aptes pel conreu i el clima més agradable, com Saldes, Maçaners, Feners i l'Espà. Les altituds inferiors, a les parts baixes del riu Saldes, no han estat ocupades per l'establiment humà, que s'ha situat fins als 1.400 m d'altitud, ja que més amunt el clima no permet una activitat humana normal.
La via de comunicació principal ha estat la vall del riu Saldes, que posteriorment va permetre passar la carretera principal de comunicació.
Geològicament, Saldes es troba dins el marc geogràfic de Pirineus, amb una evolució històrica que comença amb la formació d'un conjunt de materials sedimentaris de l'era del Mesozoic (240 a 70 milions d'anys), configurant el relleu dels Pirineus, fruit del plegament alpí succeït en l'era del Cenozoic (entre l'Oligocè i el Miocè inferior, entre 28,5 i 20,5 milions d'anys). Una important característica del territori és la presència de material carbonífer, trobant-se les capes de lignit als nivells inferiors del garumnià. El lignit és un tipus de carbó amb poder calorífic mitjà que s'extreu de la conca que s'estén per Saldes, Vallcebre, Guardiola, Cercs, Fígols, Fumanya i Peguera. L'explotació d'aquest recurs es va iniciar el 1860 i, amb diferents etapes i empreses s'ha mantingut fins al 2007.
Un altre fenomen característic és la formació de cavitats degut a l'abundància de roques calcàries a l'entorn de Saldes que, degut a la dissolució de la roca en l'aigua, dona lloc a diverses formacions en superfície. Les formes càrstiques, també modelades en superfície, s'observen arreu, sobretot a les parts altes del Pedraforca, serra Pedregosa i Ensija.
Les roques sedimentàries solen tenir restes d'organismes d'altres èpoques que es poden observar en diferents punts del terme. Generalment són fòssils d'ambients lacustres i aiguamolls. Són importants la presència d'algues, troncs, empremtes foliars i els nivells amb margo-calcàries trobem una bona representació d'icnites de sauròpode.
Quan a la vegetació, l'entorn de Saldes presenta una coberta vegetal molt variada, amb diferències d'altitud i vessants orientats diversament. Hi ha diferents comunitats vegetals distribuïdes segons els diversos estatges en funció de l'altitud: l'estatge submontà o de muntanya baixa (1.300 m), amb vegetació d'alzina i pi roig; l'estatge montà (1.300-1.600 m), abunda el pi roig amb sotabosc arbustiu, fagedes limitades a l'obaga de Gresolet; l'estatge subalpí (1600 en amunt), on comencen els prats d'alta muntanya, domini exclusiu de pi negre; l'estatge alpí (2.250-2.300 m), de prats alpins amb gran quantitat de petites herbes i zona de pastures de ramats d'estiu. Curiosament l'explotació de carbó durant el segle xx va alterar extenses superfícies naturals en les explotacions a cel obert, que des de fa uns anys es tornen a rehabilitar per retornar l'antic paisatge. Aquestes explotacions van afectar principalment el vessant meridional del Pedraforca que, en ser Paratge d'Interès Natural, està essent objecte de restauració. L'explotació de boscos i pastures ha estat un tipus d'explotació tradicional del medi, ja des de l'Edat Mitjana, per extreure fusta i els prats per pastura. A la zona de Gresolet es troba una de les zones boscoses més importants, que ha estat motiu de litigi per la seva explotació i que ha tingut més ressò fora de la comarca. La tradicional propietat col·lectiva d'aquests boscos, que impedia l'explotació comercial, va permetre que arribessin fins al segle xx en molt bon estat de conservació. Després de la Guerra Civil va ser objecte d'una explotació desmesurada que va acabar amb el caràcter de bosc monumental que l'havia fet famós. Malgrat això encara es conserven clapes amb grans arbredes.
L'important patrimoni natural ha estat reconegut des de fa anys i ha motivat la protecció legal de diversos espais. El Massís del Pedraforca es va declarar el Paratge Natural d'Interès Nacional l'any 1982. L'any 1983, es va completar la protecció legal de l'entorn de l'espai amb la declaració per mitjà del Decret 353/83, de 15 de juliol de 1983, del Parc Natural del Cadí-Moixeró. Des de l'any 2004 la gestió del PNIN s'incorporà a la del Parc Natural del Cadí-Moixeró.
En l'àmbit europeu, el setembre del 1987, el Paratge, juntament amb el Parc Natural del Cadí-Moixeró, va ser declarat Zona d'especial protecció per a les aus (ZEPA) i, anys més tard, el desembre de 2013, també es va aprovar el seu ingrés a la regió alpina dins la xarxa Natura 2000.

### Riera Salada

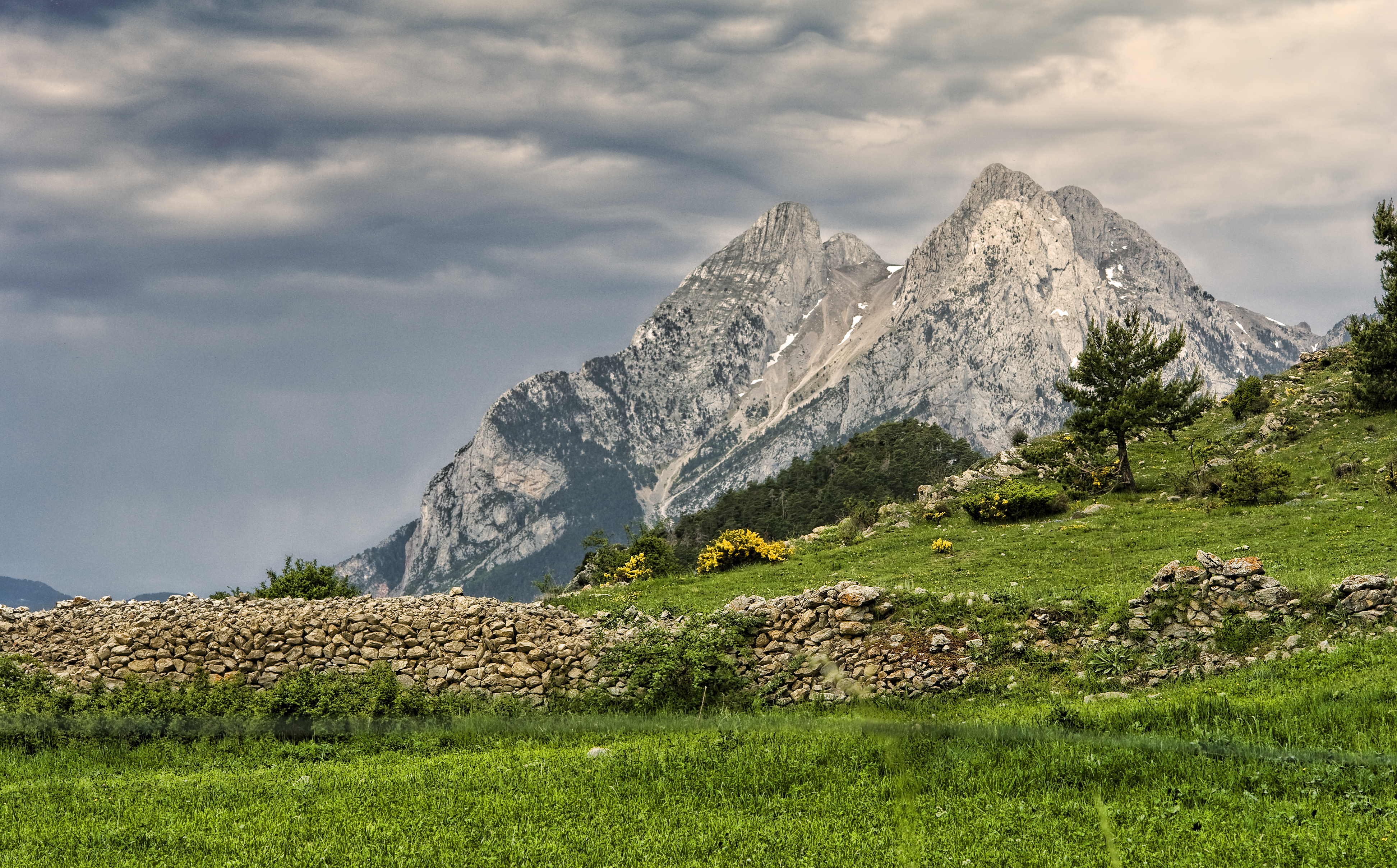
Foto del Pedraforca guanyadora del Concurs WikilovesEarth de Catalunya 2014

La riera d'Aigua Salada neix al vessant nord de Serra d'Ensija, sobre la Pleta de la Vila, en una clotada en mig del bosc a 1.710 m d'altitud. A mesura que baixa va rebent aigües d'altres torrents fins a tornar al riu Saldes, el cabal del qual encara creixerà més quan s'ajunti amb la riera de Gresolet.
El nom de Saldes ve de la riera Salada. La causa de la salinitat de la riera l'hem de buscar en els materials geològics que es troben en la seva font. El torrent surt de la base d'un talús d'uns cinc metres d'alçada en forma de brollador de fort corrent. Les roques on neix són guixos del triàsic de colors grisos, marrons, vermells i blancs, barrejats amb els guixos hi ha sal mineral (halita). Quan l'aigua d'infiltració travessa aquestes capes de guixos dissol la sal i la porta a l'exterior.
Es tracta d'un tipus d'aigua corrent únic a la comarca, essent una aigua tèrbola per la quantitat de materials en suspensió que porta. Els organismes que habiten en aquest corrent són singulars, destacant els del tram superior on hi ha baixa diversitat d'espècies que s'incrementen a mesura que rep altres aportacions d'aigua al llarg del seu recorregut. La riera Salada desguassa al riu Saldes a prop del Molí del Ferrer. Abans el seu corrent s'ha utilitzat per moure els molins de la Palanca, de les Flors i de les Llenes.

## Demografia
| Entitat de població | Habitants (2023) |
| Saldes              | 303              |
| Font: Idescat       |                  |

| 1497 f | 1515 f | 1553 f | 1717 | 1787 | 1857  | 1877 | 1887 | 1900 | 1910 |
| ------ | ------ | ------ | ---- | ---- | ----- | ---- | ---- | ---- | ---- |
| 31     | 40     | 43     | 435  | 304  | 1.247 | 660  | 386  | 369  | 410  |

| 1920 | 1930 | 1940 | 1950 | 1960  | 1970 | 1981 | 1990 | 1992 | 1994 |
| ---- | ---- | ---- | ---- | ----- | ---- | ---- | ---- | ---- | ---- |
| 382  | 582  | 675  | 864  | 1.064 | 405  | 302  | 350  | 335  | 335  |

| 1996 | 1998 | 2000 | 2002 | 2004 | 2006 | 2008 | 2010 | 2012 | 2014 |
| ---- | ---- | ---- | ---- | ---- | ---- | ---- | ---- | ---- | ---- |
| 348  | 346  | 328  | 325  | 338  | 326  | 344  | 340  | 313  | 283  |

| 2016 | 2018 | 2020 | 2022 | 2024 | 2026 | 2028 | 2030 | 2032 | 2034 |
| ---- | ---- | ---- | ---- | ---- | ---- | ---- | ---- | ---- | ---- |
| 276  | 265  | 278  | 298  | 301  | -    | -    | -    | -    | -    |

## Política i govern
| Període     | Alcalde o alcaldessa                                          | Partit polític | Data de possessió | Observacions |
| ----------- | ------------------------------------------------------------- | -------------- | ----------------- | ------------ |
| 1979–1983   | Josep Prat Pons                                               | CiU            | 19/04/1979        | --           |
| 1983–1987   | Josep Prat Guitart                                            | CiU            | 28/05/1983        | --           |
| 1987–1991   | Josep Prat Guitart                                            | CiU            | 30/06/1987        | --           |
| 1991–1995   | Pere Casafont Clotet                                          | CiU            | 15/06/1991        | --           |
| 1995–1999   | Pere Casafont Clotet (1995-1997) Josep Picas Boix (1997-1999) | CiU            | 17/06/1995        | --           |
| 1999–2003   | Josep Picas Boix                                              | CiU            | 03/07/1999        | --           |
| 2003–2007   | Josep Picas Boix                                              | CiU            | 14/06/2003        | --           |
| 2007–2011   | Dolors González Dana                                          | PSC-PM         | 16/06/2007        | --           |
| 2011–2015   | Dolors González Dana                                          | PSC-PM         | 11/06/2011        | --           |
| 2015–2019   | Moisès Masanas López                                          | TsP-AM         | 13/06/2015        | --           |
| 2019-2023   | Moisès Masanas López                                          | TsP-AM         | 15/06/2019        | --           |
| Des de 2023 | Dolors Jiménez Rodríguez                                      | TsP-AM         | 17/06/2023        | --           |

## Història

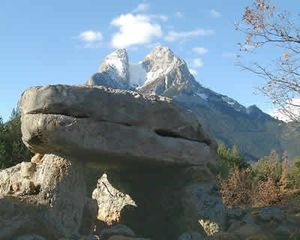
Dolmen de Molers

Entre Maçaners i Saldes prop de Molers s'hi troba el dolmen de Molers, com a testimoni de la presència d'humans en la zona des de la prehistòria. En aquest jaciment han aparegut molts objectes de sílex i ceràmica, així com monedes ibèriques. Però les troballes arqueològiques d'aquestes èpoques es redueixen a aquest jaciment.
L'origen del nucli urbà de Saldes es remunta a l'Edat Mitjana, quan els francs establiren una frontera als Pirineus en resposta a la invasió sarraïna. Moltes persones de les zones properes es van posar sota la protecció dels francs, com els de Girona el 785, els de l'Alt Urgell i els de la Cerdanya el 789. L'any 798 els francs van ocupar el Berguedà i nomenaren comtes per organitzar els territoris, entre els quals destaca Guifré el Pelós que va repoblar les terres de l'interior de Catalunya, fet que provocà la retornada de la gent que havia fugit arran de l'ocupació sarraïna.
El 831 ja hi havia a Saldes un nucli de població, format per cinc o sis famílies entorn d'una església dedicada a Sant Martí. Una mica més tard, al mateix segle ix, el nucli havia crescut, ja que es va construir una nova església i els 15 caps de casa van demanar al bisbe d'Urgell que la consagrés, com va fer el 8 de desembre de 857.
El nom del municipi es documenta per primer cop l'any 839 en l'acta de consagració de la Seu d'Urgell, on apareix amb el nom de Sallices i en la que també s'anomena Maçaners (Macianeros). Al segle xi s'esmenta ja el Castell de Saldes. Al segle següent ja es trobava en possessió dels barons de Pinós, senyors del lloc de Saldes, que sovint hi residien. El primer document que parla del castell és datat entre els anys 1068 i 1095, quan un tal Galceran presta homenatge al comte Guillem Ramon de Cerdanya, comte del Berguedà, pels castells que tenia al seu feu, entre ells el de Saldes. El 1117 o 1118, el comte Bernat Guillem va morir sense descendència i el comtat es va unir al de Barcelona, jurant Galceran de nou fidelitat a Ramon Berenguer III.
A mitjan segle xiii es confirma l'existència de dues esglésies a Saldes, la del castell dedicada a Santa Maria, i la del poble dedicada a Sant Martí i considerada la principal al segle xiv. Ho palesa el fet que Galceran IV de Pinós en el seu testament deixa 100 sous a Sant Martí i només 50 a Santa Maria.
El castell segueix habitat al segle xiv. Entre 1306 i 1316 les tropes de Jaume II l'ocuparen en el context de la guerra entre aquest i Pere I Galceran de Pinós. L'any 1316 quatre veïns de la parròquia de Saldes, dos habitants de Saldes i dos del Roc de Palomera, demanen a Pere de Santa Eulàlia, procurador d'Ot de Montcada tutor de Pericó de Pinós, que els atorgui potestat d'elegir consiliaris, cònsols, síndics o procuradors per resoldre els assumptes comuns entre els homes de la batllia, car estaven molt dispersos i era difícil ajuntar-se per tractar assumptes comuns. El procurador els ho concedí, iniciant-se un sistema d'organització municipal amb una representació dels caps de casa.
El 1348 la pesta negra va deixar molts masos abandonats. El 1357 Pere Galceran de Pinós feia procuradors a Ramon Fortuny, batlle de Saldes, i a Ramon Saig, batlle de Gavarrós, perquè fessin tornar a la seva jurisdicció tots els homes propis que havien fugit a la Cerdanya.
En el cens de 1359, exposat a les corts de Cervera, el poble compta amb 36 focs i és sota propietat de Galceran de Pinós.
El 1370 es feren obres al castell, principalment a la part de la residència senyorial. El segle xv acaben les referències històriques del castell, que perdé importància i inicià la seva decadència.
Posteriorment, durant el segle xvi el municipi passà a mans del duc d'Alba, que van rebre part de l'herència dels Pinós en estroncar-se la línia generacional.
A mitjan segle xix, Saldes comptava amb 120 cases i 360 habitants (incloent-hi els veïns de Maçaners), que es dedicaven principalment a la ramaderia i l'agricultura
Amb el descobriment d'un gran jaciment de carbó a finals del segle xix comença l'activitat minaire. Aquesta activitat es convertí en la més important del poble i provocà la seva explosió demogràfica. Durant el franquisme arribaren al poble molts minaires, i les seves famílies, provinents de les mines d'Astúries degut, sobretot, a què el règim franquista "desterrava" a aquests minaires per la seva ideologia sindicalista i per les vagues que s'hi havien provocat. Aquest fet provocà la construcció d'un quarter de la Guàrdia Civil en el poble (l'únic dels voltants). Durant la dècada dels 50 fou quan hi hagué més habitants (1.064).
L'activitat minera del poble s'ha mantingut fins a l'any 2008 en què la mina, explotada per l'empresa Carbones Pedraforca, SA s'ha clausurat.
L'any 1982 el massís del Pedraforca fou declarat Paratge natural d'interès nacional.

## Nuclis de Població
El terme municipal compte amb dos nuclis de població importants, a banda del nucli de Saldes, i masies i cases disperses pel terme.

### Maçaners

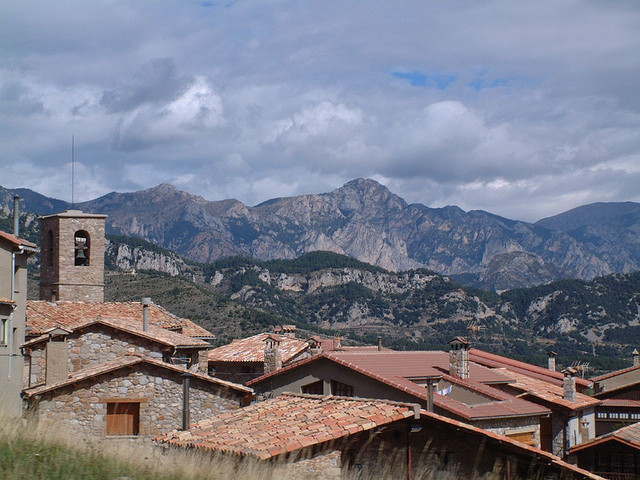
Nucli de Maçaners

El Nucli de Maçaners és situat a 1.240 m d'altitud, situat poc abans d'arribar a Saldes (si ens dirigim des de Guardiola cap a Saldes). Des d'aquest indret hi ha una bellíssima perspectiva del Pedraforca. Als seus voltants es troben nombroses fonts com la de Ca la Pona, la Clavellina, Sussenc, Freda, la Guia, el Prat de la Quera, Vella, el Sull, etc.
El segon diumenge de juliol, des del 1985, Maçaners organitza una trobada d'acordionistes vinguts d'arreu (catalans, andorrans, gallecs, occitans i bascos) i amb gran èxit de públic.
La festa major de Maçaners se celebra el diumenge més pròxim al 18 de juliol.

### L'Espà

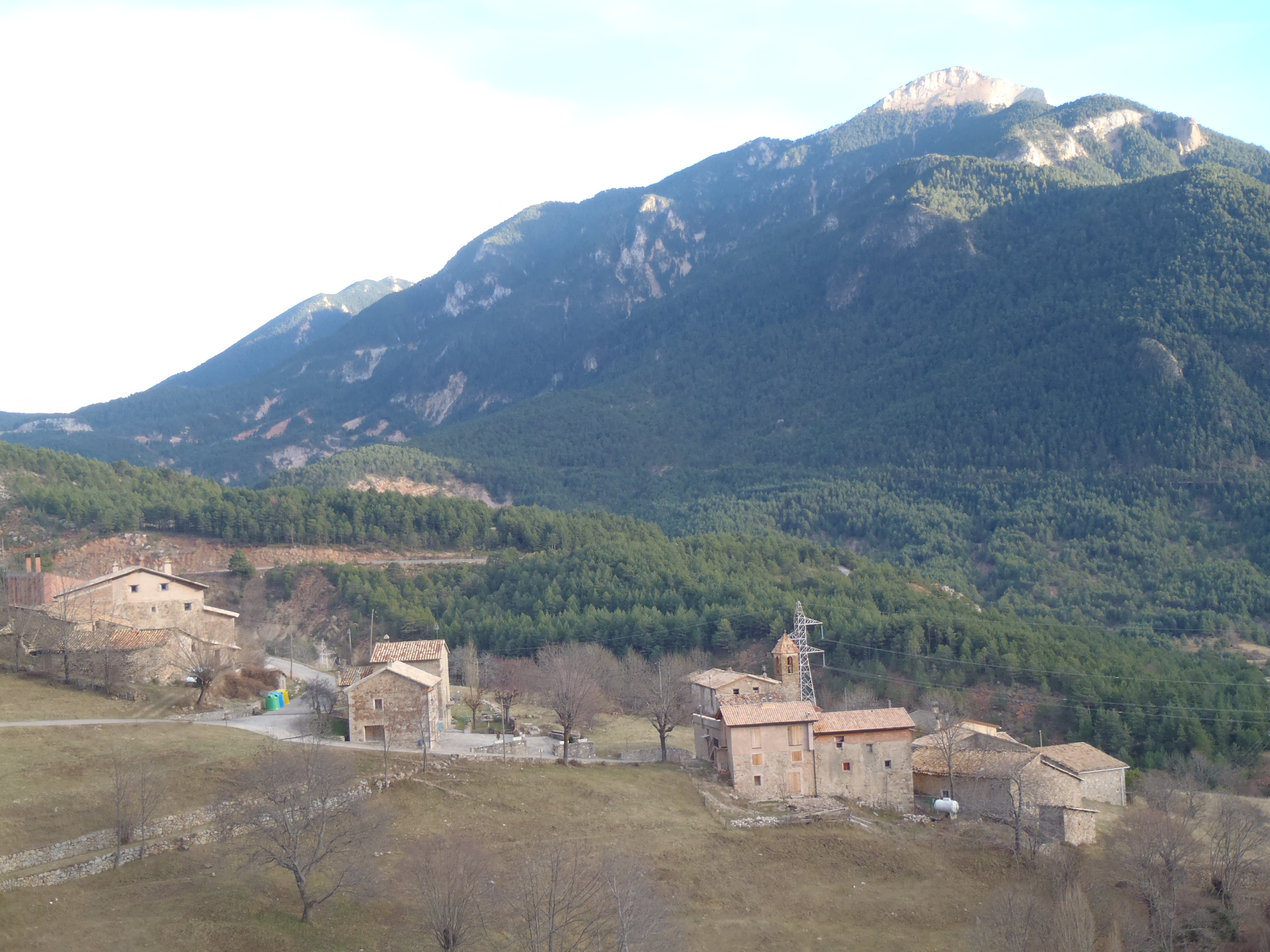
Nucli de l'Espà

El nucli de L'Espà es formà a l'entorn de l'església de Sant Andreu. Aquesta església, construïda cap al segle xii i d'estil romànic, conserva pocs elements d'aquest temps, amagats per estructures afegides posteriorment. La porta d'entrada, a migjorn, és l'element romànic més interessant.
L'Espà era punt de partida d'un cable telefèric que transportava a Guardiola de Berguedà el Carbó extret de les mines.
El dia 13 de juny, festivitat de Sant Antoni de Pàdua, se celebra un aplec. Entre els actes de la festa es reciten els Miracles de sant Antoni, goigs en els quals es recorden fets miraculosos del sant. I el tercer diumenge de setembre se celebra la festa major.
En la mina Clara, situada prop del nucli, hi esdevingué, el 10 d'abril de 1944, l'accident més important de la mineria catalana i espanyola : degut a una explosió de grisú hi moriren 34 minaires.

### Feners
Caseria del municipi, al vessant meridional del Pedraforca, a l'esquerra de l'aigua de Valls, aigua avall de l'Espà, de la qual parròquia depèn. Al segle xiii pertanyia als Pinós (anteriorment havia rebut una carta de franqueses dels comtes de Cerdanya), que la feren fortificar.

### Molers
Llogaret situat a 1 163 m alt en un planell que domina, per la dreta, l'engorjat riu de Saldes. Cal destacar l'església de Sant Ponç (romànica).

### Veïnats
Prop del nucli de Saldes, a l'oest del poble, hi trobem el barri de Cardina i el veïnatge del Coll de la Trapa situat al vessant oriental del coll del mateix nom.

## Llocs d'interès

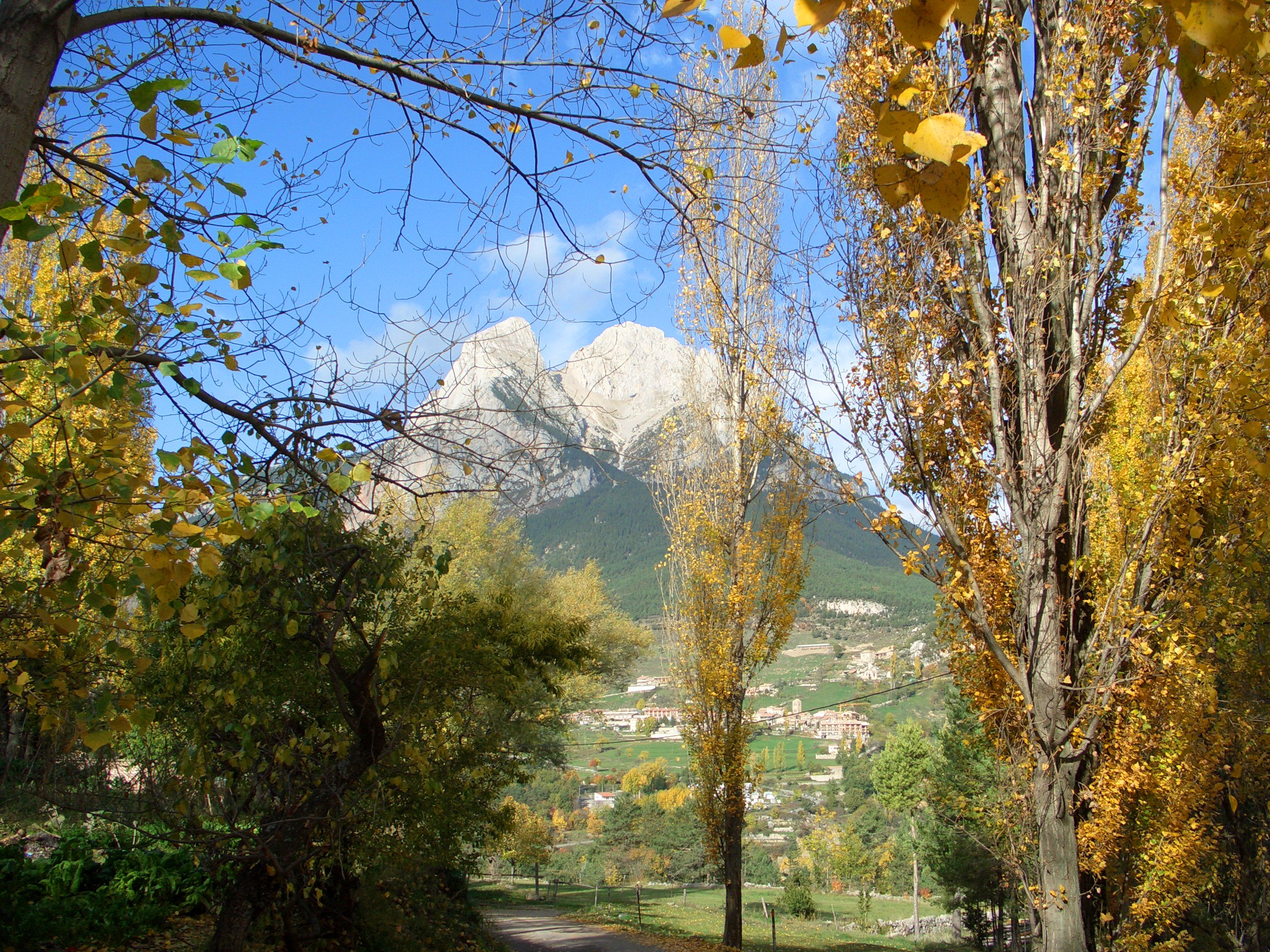
El Pedraforca i Saldes enmig de pollancres

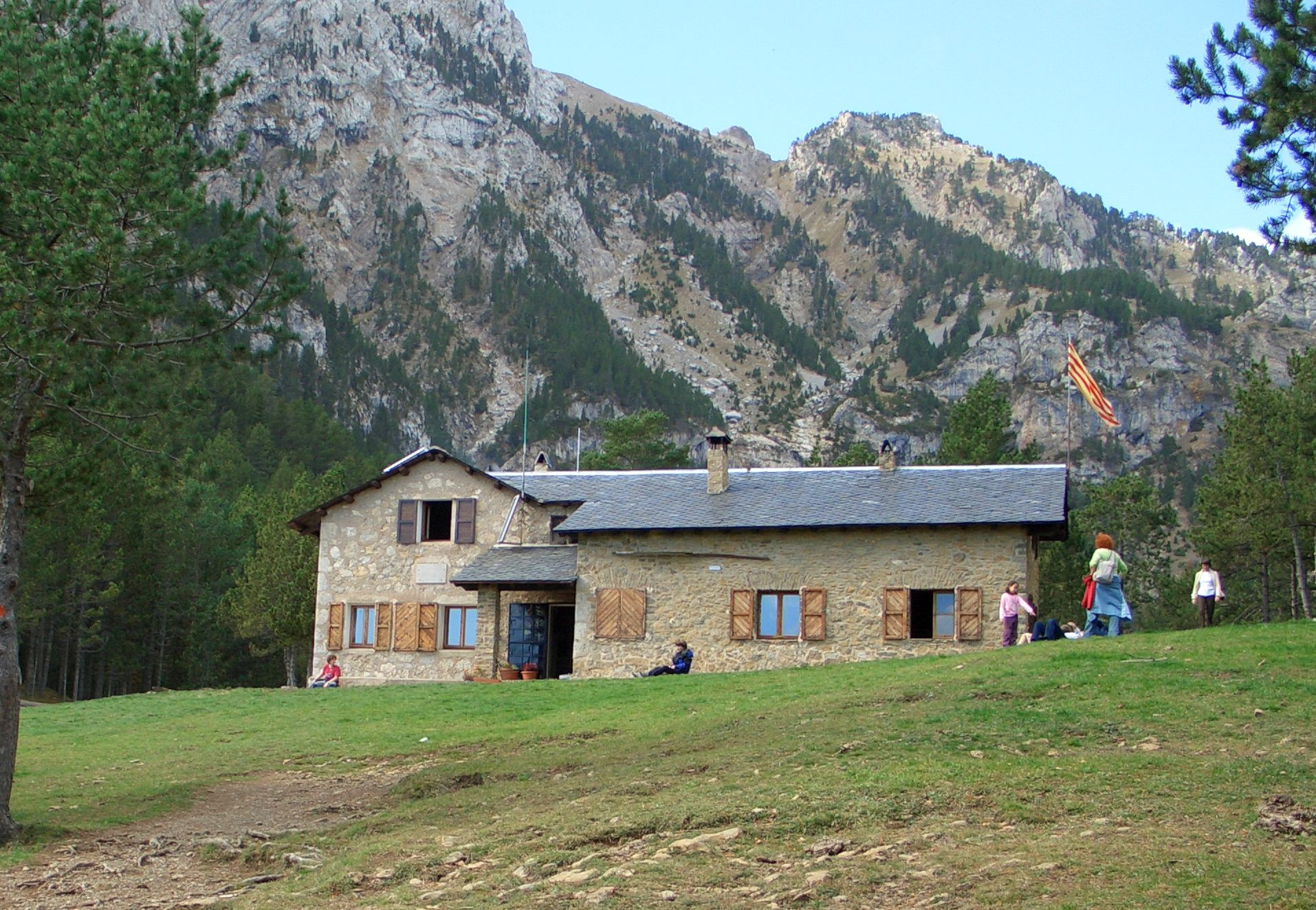
El refugi Lluís Estasen

- Santuari de Gresolet. Església romànica del segle xiii, remodelada el segle xvii.
- Castell de Saldes. Les primeres notícies d'aquesta construcció són del segle xi. Cal destacar-ne l'edifici fortificat i l'església del castell, dedicada a santa Maria. També hi ha restes de muralles, marges de pedra i fonaments d'altres construccions.
- Santa Maria del Castell (segle xii). Construïda just al costat del castell, d'estil romànic. Cal dir que la verge romànica que restava en l'església desaparegué l'any 1936 durant la Guerra Civil.
- Sant Martí de Saldes (segle ix). Situada en el centre de la població. Es conserva en el seu interior la verge romànica del santuari de Gresolet (segle xiii) i l'altar barroconeoclàssic (s. XVIII).
- Sant Andreu de l'Espà (segle x). Ha estat molt modificada.
- Sant Ponç de Molers (segle xi o XII) Església petita no documentada fins al 1632. És d'una sola nau i ha estat restaurada darrerament.
- Sant Sebastià del Sull (segle ix). Antic monestir, actualment en estat ruïnós.
- Dolmen de Molers.
- Refugi Lluís Estasen situat al lloc conegut com la llaça dels prats, al peu del Pedraforca.
- Refugi de Pleta de la Vila

### Miradors
Essent una zona tan muntanyosa ha motivat la instal·lació de diferents miradors que permeten copsar el paisatge.
- El mirador de Maçaners es troba sortint de Maçaners en direcció Saldes, a la carretera, ens dona una visió de la serra de Gisclareny, el Cadí i el Pedraforca.
- El mirador del Pedraforca o de Gresolet, al peu de la pista forestal que mena al refugi Lluís Estasen, permet tenir una panoràmica sobre la vall del Gresolet des d'una alçada considerable.
- El mirador de l'Espà, a la carretera de Gósol, passant pel Coll de la Trapa, s'aboca sobre l'Aigua de Valls.

## Excursionisme
Donada la proximitat amb el massís del Pedraforca l'activitat excursionista al voltant de Saldes és força important. Des de finals del segle xix, es té constància de l'interès del massís del Pedraforca com a fita muntanyenca. Les dues bases principals d'ascensió al Pedraforca són els pobles de Gósol (vessant occidental) i Saldes (vessant oriental).

## Senderisme
- Pedraforca

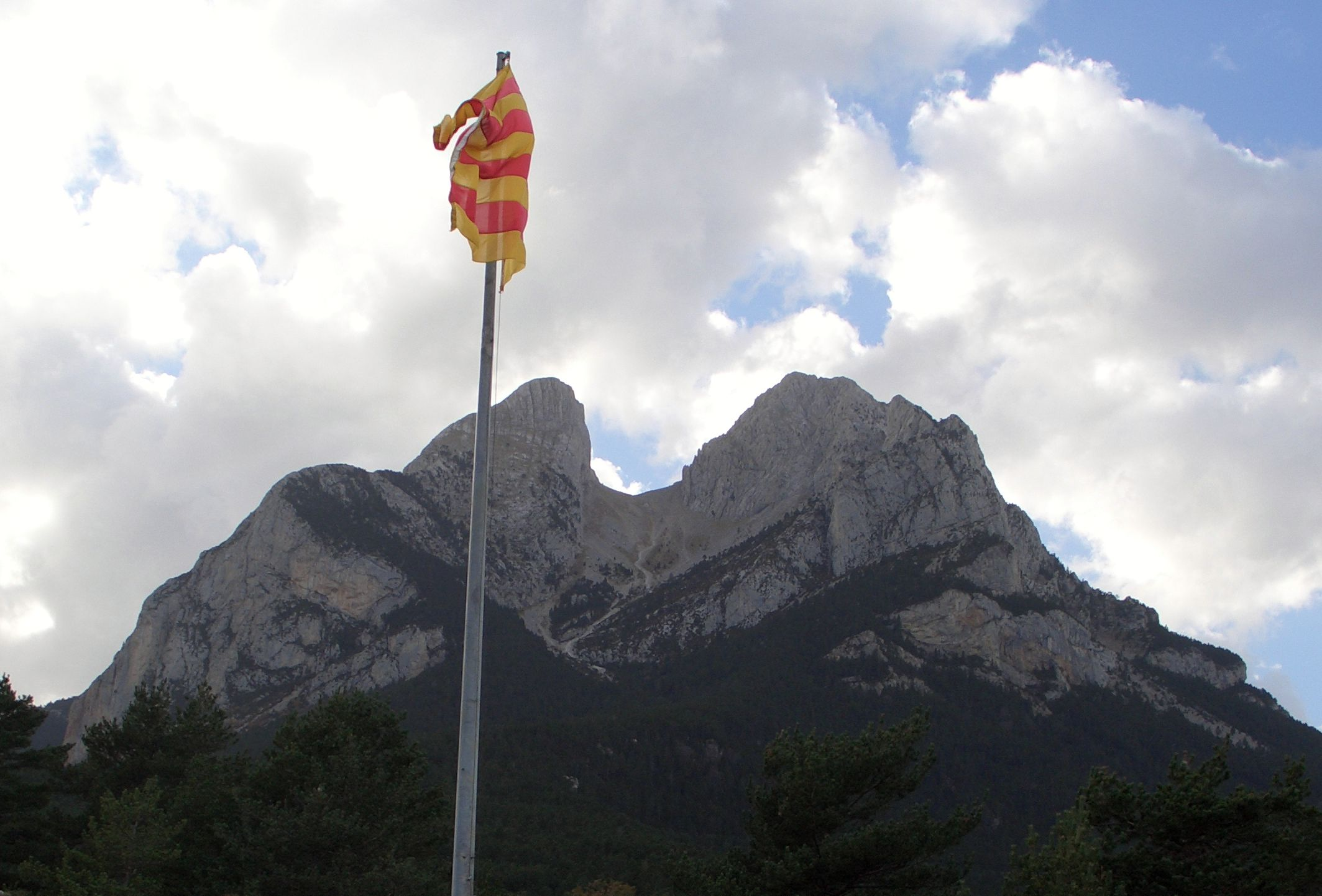
El Pedraforca des del castell

Si bé les rutes més senzilles d'accés al Pollegó superior són les que hi arriben passant per l'enforcadura, la més utilitzada és la que surt del refugi Lluís Estasen i travessa per sota la paret nord fins a la balma de les Orenetes i el coll del Verdet. Des del coll del Verdet, l'itinerari puja la canal del Verdet i segueix, amb una grimpada, l'esmolada cresta oest fins al cim del Pollegó superior.
El descens més freqüentat és per la tartera que baixa cap al refugi Lluís Estasen.
Si en comptes d'ascendir al cim, el que es vol és tenir una visió del Pedraforca per tots els seus vessants, es pot fer l'itinerari conegut com a Pedraforca 360°.
- Altres senders:
  - GR. 150: Dona la volta al Parc Natural del Cadí-Moixeró, passant prop del Paratge.
  - GR. 107 o Camí dels Bons Homes: Va de Berga a Montsegur, passant per Gósol.
  - PR-C. 124 que forma part del camí dels Segadors: Va de Saldes a Olià travessant el Paratge.
  - Un gran nombre de senders locals (SL).

## BTT i 4x4
Una altra activitat que es pot fer pels voltats és el circuit amb BTT també apte per a vehicles 4x4 que va de Saldes a Gresolet, passant pel mirador de Gresolet, el Collell i coll de Bauma. Amb aquest circuit es gaudeix de bones vistes del Pedraforca i la serra del Cadí, dels magnífics boscos de la vall de Gresolet i la possibilitat de veure algun ramat d'isards pasturant pels prats de la zona.

## Festes i Dates del poble
- El 25 de març, Santa Maria del Castell.
- 2n. Dissabte de Juliol Trobada d'Acordionistes de Maçaners.
- 3r. Diumenge de Juliol Festa major d'estiu de Maçaners.
- Següent Diumenge de la Mare de Déu dels Dolors Festa Major de L'Espà.
- El 26 d'agost, Santa Severina patrona de Saldes, és la Festa Major d'estiu.
- El 8 de setembre Mare de Déu de Gresolet. Els Saldencs ho celebren fent un aplec al Santuari de Gresolet.
- L'1 de novembre, Tots Sants se celebra la Fira medieval a Saldes
- L'11 de novembre, Sant Martí, se celebra la Festa Major D'hivern de Saldes
- El 30 de novembre, Sant Serni, se celebra la Festa Major D'hivern de Maçaners
- El 4 de desembre se celebra Santa Bàrbara patrona dels minaires